# Sent Andrieu (Losera)
Sent Andrieu (en francès Saint-André-de-Lancize) és un municipi del departament francès del Losera, a la regió d'Occitània.